# Verena Zeltner
Verena Zeltner (* 1. Juni 1951 in Lausnitz bei Neustadt an der Orla; † 3. April 2022) war eine deutsche Autorin von Kinder- und Jugendliteratur.

## Werdegang
Verena Zeltner war von Beruf Diplom-Wirtschaftsingenieurin (FH). Ihre ersten Bücher wurden 1999 veröffentlicht. Sie erhielt Arbeitsstipendien des Thüringer Kultusministeriums und der Kulturstiftung Thüringen. Verena Zeltner lebte in Neustadt an der Orla.

## Bücher
- Lucie und Thami. Kinderbuch, Thami Verlag Neunhofen 1999.
- Neues von Lucie und Thami. Kinderbuch, Thami Verlag Neunhofen 1999.
- Der Zaubervogel. Jugendbuch, Dana Verlag Bramsche 1999.
- Nelly Goldhaar. Kinderbuch, Thami Verlag Neunhofen 2000.
- Lalu. Kinderbuch, Thami Verlag Neunhofen, 2002.
- Samson und Luise, Fortsetzungsgeschichte, Thami Verlag Neunhofen 2003– 2016.
- Max und Tippitu. Kinderbuch, Turmhut Verlag Stockheim 2004.
- Baumkind Traumkind Sternenkind. Jugendbuch, Turmhut Verlag Stockheim 2006 und 2011.
- Osa reist nach Schweden. Jugendbuch, Thami Verlag Neunhofen 2008.
- Weihnachtsgeschichten. Thami Verlag Neunhofen 2008.
- Prinzessin Fledermaus. Thami Verlag Neunhofen 2009.
- Ein Himmel voller Schokolade. Jugendbuch, Turmhut 2011, Plan for the Planet Tutzing 2013.
- Ein Indianer weint doch nicht. Kinderbuch, Turmhut Verlag Stockheim 2012.
- Kaninchen, Prinzessin & Co. E-Book, Thami Verlag Neunhofen 2014.
- Kornblumenkinder. Jugendbuch, KLAK Verlag Berlin 2015.
- Tiger e.V. Kinderbuch, Thami Verlag Neunhofen 2017.
- ICEzeit – In den Klauen des weißen Drachen Crystal. Jugendbuch, Thami Verlag Neunhofen 2017.
- Weihnachtsgeschichten für kleine und große Leute. Thami Verlag Neunhofen 2019.
- 299 Tage. Jugendbuch, Thami Verlag Neunhofen 2020.
- Lass uns Liebe buchstabieren. Jugendbuch, Thami Verlag Neunhofen 2021

- weitere Veröffentlichungen in verschiedenen Anthologien